# 涅槃原則
涅槃原則（ねはんげんそく。ニルヴァーナ原則とも。ドイツ語: Nirvanaprinzip, フランス語: Principe de Nirvana）とは、あらゆる興奮や内的・外的なエネルギーを無に、もしくは可能な限り最も低くしようとする心理的機能の原則を指したジークムント・フロイトによる精神分析学の概念である。
涅槃とは、仏教徒にとっては、人間の欲望が消滅した平穏と完璧な幸福をもたらす状態であり、悟りを開いた者達の活動が示す通りこれは必ずしも動きや活力がないことを意味しない。この状態は、集団の中に溶け込んだ個体の消滅としても表しうる。この言葉はアルトゥル・ショーペンハウアーによりヨーロッパで一般化し、後にイギリスの精神分析家バーバラ・ローが用いるようになった。
フロイトはこれに自身の死の欲動の概念との照応を見出した。単なる恒常性の法則である恒常原則とは逆に、「涅槃原則」は虚無へ回帰しようという心理の根源的な傾向を意味する。この意味において、涅槃原則は「死の欲動の発現」と考えることができる。このことが暗示する、快楽と消滅との関係はフロイトの目に謎として残った。
仏教の観点からは、涅槃はフロイトがそうであると考えたような死の欲動では全くない。仏教用語ではこうした虚無への傾向は非存在への「貪」と呼ばれる。一般に、渇望は我々の内面的な平和を乱すものと仏教では考えられている。
ジャック・ラカンによると「リビドーの変遷の最後の段階は、石の平穏へと戻ることである（……）フロイトが快楽原則の彼方として明るみに出したものにおいて重要なのは、そこには確かに平穏と永遠の死への熱望があるのだろうということである（……）望まれなかった子供であったという事実のため、抗し難い自殺への傾向の中で、治療への否定的な反応に特有の性質として、彼らを彼らの主体の話に近付けるはずのものが彼らにとってはっきりしてくるに従って、彼らはますますその中に加わるのを拒み、文字通りそこから離れようと望むのである。嫌々ながらにしか彼らの母に認めてもらえなかったところのシニフィアンの連鎖を彼らは望まないのである。」